# 東野川 (川崎市)
東野川（ひがしのがわ）は、神奈川県川崎市高津区の地名。現行行政地名は東野川1丁目と東野川2丁目。住居表示実施済区域。

## 地理
高津区の南部、野川の区域にあり、北東に千年、東に久末、南に横浜市都筑区東山田町、西に川崎市宮前区南野川、北に宮前区野川本町と接している。

### 河川
- 矢上川

### 地価
住宅地の地価は、2024年（令和6年）7月1日時点の神奈川県地価調査によれば、東野川1-17-3の地点で23万9000円/m²となっている。

## 歴史

### 沿革
以前の歴史は、野川 (川崎市)#歴史を参照。
- 2018年（平成30年）11月5日 - 住居表示の実施に伴い、野川の一部を分離し、東野川1丁目と東野川2丁目を新設[5][7]。

## 世帯数と人口
2025年（令和7年）6月30日現在（川崎市発表）の世帯数と人口は以下の通りである。
| 丁目        | 世帯数    | 人口    |
| ----------- | --------- | ------- |
| 東野川1丁目 | 1,135世帯 | 2,195人 |
| 東野川2丁目 | 914世帯   | 1,959人 |
| 計          | 2,049世帯 | 4,154人 |

### 人口の変遷
国勢調査による人口の推移。
| 年                | 人口  |
| ----------------- | ----- |
| 2020年（令和2年） | 4,147 |

### 世帯数の変遷
国勢調査による世帯数の推移。
| 年                | 世帯数 |
| ----------------- | ------ |
| 2020年（令和2年） | 1,794  |

## 学区
市立小・中学校に通う場合、学区は以下の通りとなる（2024年3月時点）。
| 丁目        | 番・番地等 | 小学校               | 中学校             |
| ----------- | ---------- | -------------------- | ------------------ |
| 東野川1丁目 | 全域       | 川崎市立野川小学校   | 川崎市立野川中学校 |
| 東野川2丁目 | 1～13番    | 川崎市立野川小学校   | 川崎市立野川中学校 |
| 東野川2丁目 | 14～37番   | 川崎市立南野川小学校 | 川崎市立野川中学校 |

## 事業所
2021年（令和3年）現在の経済センサス調査による事業所数と従業員数は以下の通りである。
| 丁目        | 事業所数  | 従業員数 |
| ----------- | --------- | -------- |
| 東野川1丁目 | 60事業所  | 567人    |
| 東野川2丁目 | 63事業所  | 574人    |
| 計          | 123事業所 | 1,141人  |

## 交通
- 神奈川県道45号丸子中山茅ヶ崎線

## 施設
東野川1丁目
市営野川東住宅
日産プリンス神奈川販売 野川店
Honda Cars 神奈川東 野川店
ケーズデンキ 川崎野川店
フィットケアデポ 野川店
ヤマト運輸 高津千年センター
洋服の青山 川崎野川店
東野川2丁目
市営久末西住宅の一部
野川保育園
フィットケアデポ 川崎久末店
リンガーハット 川崎野川店
吉兆 川崎野川店

## その他

### 日本郵便
- 郵便番号 : 213-0029[3]（集配局 : 高津郵便局][13]）

### 警察
町内の警察の管轄区域は以下の通りである。
| 町丁        | 番・番地等 | 警察署     | 交番・駐在所 |
| ----------- | ---------- | ---------- | ------------ |
| 東野川1丁目 | 全域       | 高津警察署 | 久末交番     |
| 東野川2丁目 | 全域       | 高津警察署 | 久末交番     |